# Leoncjusz (Karpowicz)

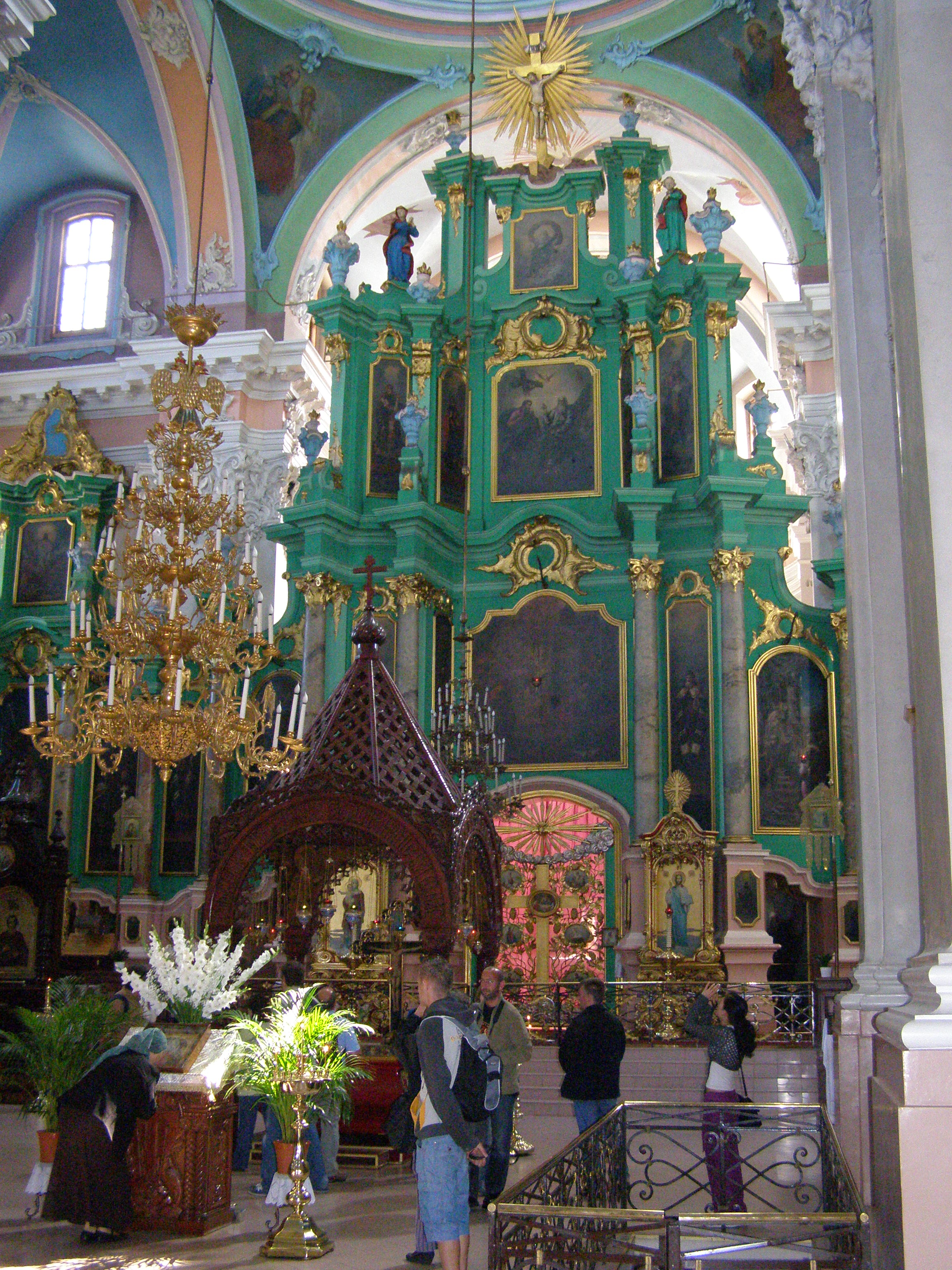
Wnętrze cerkwi monasteru Św. Ducha w Wilnie, z którym związany był św. Leoncjusz

Leoncjusz, imię świeckie Longin Karpowicz (ur. ok. 1580, zm. 24 września 1620 w Wilnie) – prawosławny duchowny i działacz dyzunicki, pierwszy przełożony monasteru Świętego Ducha w Wilnie. W 2011 kanonizowany.

## Życiorys
Wiele faktów z jego biografii pozostaje nieustalonych. Pochodził z rodziny szlacheckiej. Ród Karpowiczów najprawdopodobniej wywodził się z Kijowa, lecz pradziad przyszłego świętego przeniósł się stamtąd na ziemię pińską, gdzie otrzymał ziemię. Jego ojciec, Fiodor, był prawosławnym duchownym; Longin Karpowicz miał brata Andrzeja. Nie wiadomo, gdzie zdobywał wykształcenie, chociaż bezsporna jest jego dogłębna znajomość teologii prawosławnej oraz kilku języków obcych.
W 1610 był członkiem wileńskiego bractwa prawosławnego Świętego Ducha i pracował w jego drukarni jako korektor. Za udział w przygotowaniu do druku traktatu Trenos, to jest lament jedynej s. Powszechnej Apostolskiej Wschodniej Cerkwi, zwalczającego unię brzeską, którego autorem był Melecjusz (Smotrycki), został w wymienionym roku uwięziony z mandatu króla Zygmunta III Wazy z rozkazu władz Wilna i przebywał w więzieniu dwa lata, poddawany wyczerpującym przesłuchaniom. Przyczyną uwięzienia Leoncjusza był list króla Zygmunta III Wazy, który polecił zamknąć bracką drukarnię w Wilnie, zniszczyć jej publikacje oraz aresztować ich wydawców i autorów.
Przyczyny, dla której został ostatecznie zwolniony, nie są dokładnie znane. Mimo znacznego pogorszenia stanu zdrowia wskutek pobytu w więzieniu wrócił do czynnej działalności w bractwie. Po złożeniu ślubów mniszych został pierwszym przełożonym monasteru Świętego Ducha w Wilnie założonego przez członków bractwa oraz mnichów monasteru Trójcy Świętej w Wilnie, którzy nie zgodzili się na przejście do unickiego zakonu bazylianów. Kierował monasterską szkołą i drukarnią, rzadziej sam pisał kazania. Mimo młodego wieku, już w wieku ok. 30 lat uważany był za świętego starca. W 1620, w czasie pobytu patriarchy jerozolimskiego Teofana w Rzeczypospolitej, gdy wyświęcał on biskupów dla zdelegalizowanej ówcześnie Cerkwi prawosławnej w państwie polsko-litewskim, archimandryta Leoncjusz nie przyjął chirotonii biskupiej z powodu śmiertelnej choroby. Na swoje miejsce polecił Melecjusza (Smotryckiego). Zmarł w tym samym roku. Według relacji współczesnych jego ciało przez sześć tygodni było wystawione w cerkwi Św. Ducha w Wilnie, nie zdradzając oznak rozkładu.
W swoich wspomnieniach Atanazy (Filipowicz), osobiście znający Leoncjusza z monasteru wileńskiego, opisywał ogromny żal prawosławnych wiernych w Rzeczypospolitej po jego śmierci. Na jego cześć Melecjusz (Smotrycki) napisał Płacz na śmierć Leoncjusza Karpowicza.
Poziom duchowy i piękno języka jego kazań porównywano do tekstów św. Jana Złotoustego. Do naszych czasów (XXI w.) przetrwały jednak jedynie trzy homilie jego autorstwa. Cechuje je wiara w słuszność prawosławia, nawoływanie do świadczenia o niej poprzez codzienne uczynki, nie zaś poprzez walkę zbrojną w imię religii. W tekstach wyraźnie pojawiają się idee hezychastyczne. Niewielka liczba zachowanych kazań może być wywołana faktem, iż inne zostały zniszczone jeszcze za życia Leoncjusza przez przeciwników prawosławia.
W 2011 archimandryta Leonid został kanonizowany jako święty mnich wyznawca. Uroczystościom w soborze Świętych Piotra i Pawła w Mińsku przewodniczył metropolita miński i słucki Filaret (Wachromiejew), zaś pochwałę nowego świętego odczytał biskup homelski i żłobiński Arystarch (Stankiewicz).